# آرامگاه شیخ محمد خانقاه
بقعه شیخ محمد خانقاه مربوط به سدهٔ ۸ ه.ق است و در یزد، محله خانقاه واقع شده و این اثر در تاریخ ۲۵ اسفند ۱۳۷۹ با شمارهٔ ثبت ۳۳۵۹ به‌عنوان یکی از آثار ملی ایران به ثبت رسیده است.